# Ludwig von Bertalanffy

A General System Theory című könyv borítója

Karl Ludwig von Bertalanffy (Atzgersdorf, 1901. szeptember 19. – Buffalo, 1972. június 12.) osztrák biológus. Nemzetközileg ismertté az általános rendszerelméletről szóló publikációjának megjelenését követően vált.

## Életpályája
Bertalanffy neve családja magyar származására utal. Családfáját Vajay Szabolcs kutatta és tette közzé. Édesapja, a Déli Vasútnál vasútfelügyelő Gustav Ludwig von Bertalanffy (1861–1919), édesanyja von Charlotte (Karolina Agnes) Vog(e)l (1878–1967), nagyapja Charles-Joseph von Bertalanffy (1833–1912), a klagenfurti színház igazgatója volt és vele vált osztrákká a vasmegyei család ezen ága. Nemesi címet a család felmenője, Bertalanffy Izsák, a kőszegi vár hadnagya a törökök ellen vívott harcokban tanúsított hőstetteiért kapott Ausztriai Rudolf magyar királytól 1578-ban.
Munkásságát Bécsben kezdte, majd Londonban, Kanadában és az Amerikai Egyesült Államokban dolgozott. Bertalanffy az 1920-as években kezdett dolgozni a biológiában uralkodó úgynevezett „mechanikus” közelítésmód kritikáján és a biológiai rendszerelméleten. Ebben az időszakban alakított ki kapcsolatot gestaltpszichológusokkal és jutott el a megállapításhoz: az egész-ség (Gestalt, Ganzheit, wholeness) az élet elsődleges tulajdonsága.
1932-ben fogalmazza meg, hogy magasabb szintű tulajdonságok, működési módok nem magyarázhatók alkotó részeik összegzésével. (Az Arisztotelésznek tulajdonított megfogalmazás szerint „az egész több, mint a részek összege”.)
Homológiai alapokon jut el a biológia és a fizika által vizsgált nyílt rendszerek általános elméletéhez, az általános rendszerelmélethez, amelynek vázlatát németül 1945-ben, angolul 1950-ben fogalmazza meg. Az új tudományág közel 20 éven át tartó fejlődését bemutató, valamint a kritikákra adott válaszait is tartalmazó alapmű 1968-ban jelent meg. „A rendszerelmélet egy általános közelítésmód, amely messze túlmutat a technológiai problémákon és igényeken, egy szemléletváltás, amely szükségessé vált a tudományban általában, a tudományágak teljes skáláján a fizikától és a biológiától a viselkedési és társadalomtudományig, valamint a filozófiáig. [A rendszerelmélet] változó mértékű sikerességgel és pontossággal működőképes a különböző szakterületeken, és egy jelentős hatású új világképet vetít előre” – emelte ki az 1968-ban megjelent General system theory című könyve borítójára.
Kanadai tartózkodása alatt dolgozta ki az általános rendszerelmélet koncepcióját, majd 1956-ban az Általános Rendszerkutató Társaság (Society for General Systems Research) egyik alapítója. A Társaság jogutódja a ma is működő Nemzetközi Rendszertudományi Társaság (ISSS), amely ápolja Bertalanffy emlékét, s emellett Bécsben működik a Bertalanffy archívum is.

## Magyarul megjelent írásai
- Az általános rendszerelmélet problémái in Kindler-Kiss (szerk.): Rendszerelmélet KJK, Budapest 1969, 1972. 25. o.
- Következtetések az általános rendszerelméleti vita alapján in Kindler-Kiss (szerk.): Rendszerelmélet KJK, Budapest 1969, 1972.62.o.
- A szerves teleológia fizikai elmélete felé in Kindler-Kiss (szerk.): Rendszerelmélet KJK, Budapest 1969, 1972. 74. o.
- A rendszerelmélet alapjai, Adalék egy általános rendszertanhoz in Knut Bleicher (szerk.): A szervezet mint rendszer KJK, Budapest 1979. 35. o.
- ...ám az emberről semmit sem tudunk (ROBOTS, MEN AND MINDS) KJK, Budapest, 1991